# Eichenbach (Fränkische Rezat)
Der Eichenbach (auch Funkenbach genannt) ist ein etwa 4 km langer linker Zufluss der Fränkischen Rezat in der mittelfränkischen Regierungshauptstadt Ansbach.

## Name
Der Name Eichenbach stammt von den Eichen, von denen der Bach zur Zeit der Namensgebung umgeben war. Der Name wurde später auf die Dörfer Obereichenbach und Untereichenbach übertragen, die an dem Bach entstanden.

## Geographie

### Verlauf
Der Eichenbach entspringt im Südwesten des Ansbacher Gemeindeteils Obereichenbach beim Fischhaus etwa 100 m südlich der profanierten römisch-katholischen St.-Paulus-Kirche auf etwa 433 m ü. NHN. Zwischen dem Ursprung in einem Fischteich und der Kirche verläuft die vierspurige Bundesstraße 14 von Ansbach nach Nürnberg. Der Bach fließt überwiegend in Richtung Süden.
Etwa 100 m nach seinem Ursprung nimmt er von rechts den Katterbach auf, der an der Gemeindeverbindungsstraße zwischen den Ansbacher Ortsteilen Katterbach und Eyb entsteht. Er schlägt einen linksgerichteten Bogen um den Hausberg (460 m ü. NHN), dessen waldbestandener Westhang das Bachtal zwischen Ober- und Untereichenbach im Osten begrenzt. Zuletzt verdolt durch ein Siedlungsgebiet von Obereichenbach, das sich entlang der B 14 erstreckt, münet der aus dem Nordwesten kommende Weihergraben zu. Er ist der längste der Oberläufe und entwässert einige Seen, darunter zuletzt den hinter der Bundesstraße angestauten Soldatenweiher.
Von rechts laufen danach zwei kürzere Nebengewässer zu. Dann prägt im Westen der Klingenberg (450 m ü. NHN) das Landschaftsbild mit seinem vorwiegend als Wiesen- und Weideland genutzten, sanft ansteigenden Osthang. In einer kleinen Senke wurde der Klingenweiher angelegt, der vom Klingengraben durch die nächste rechte Nebentalbucht zum Eichenbach hin entwässert wird. Das folgende Untereichenbach liegt größtenteils in einem linken Nebental.
Südlich von Untereichenbach passiert der Bach die Schockenmühle, die als Landwirtschaftsbetrieb genutzt wird. Bevor er von der Straße nach Kaltengreuth überbrückt wird, liegt rechterhand die Rezathalle, die vorwiegend der Durchführung von Viehauktionen dient. Für den Rest seines Laufs begleitet er das rechts an seinem Ufer liegende Industriegebiet von Eyb. Er unterquert die Staatsstraße 2223 von Ansbach nach Windsbach und fließt noch 200 m in westlicher Richtung entlang des Bahndamms der Bahnstrecke Nürnberg–Crailsheim, bevor er auf 397 m ü. NHN in die Fränkische Rezat mündet.

### Einzugsgebiet
Das Einzugsgebiet des Eichenbachs ist etwa 9 km² groß. Naturräumlich gesehen liegt es auf den Bibert-Schwabach-Rezat-Platten, einem Teil des Unterraums Südliche Mittelfränkische Platten des Mittelfränkischen Beckens. Mit etwa 466 m ü. NHN ist es am höchsten an seinem nordöstlichen Ende auf dem Hubschrauberlandeplatz des Flugplatzes Ansbach-Katterbach.
Landschaftlich besteht es westlich und südlich des Bachlaufs aus offener Flur mit Acker- und Wiesenland. Östlich dominiert am Steilhang des Hausbergs der Wald.  Es liegt vollständig auf dem Gebiet der Stadt Ansbach.
Reihum grenzen die Einzugsgebiete der folgenden Nachbargewässer an:
- im Westen der Rezat-Zufluss Hennenbach
- im Norden der Haselbach-Zufluss Dürrnbach im Einzugsgebiet der Bibert
- im Osten der Rezat-Zufluss Milmersbach
- im Süden die Rezat.

### Zuflüsse und Seen
Hierarchische Liste der Zuflüsse und  Seen, jeweils von der Quelle zur Mündung.
Auswahl
- Katterbach, von rechts und Osten auf etwa 432 m ü. NHN am Fischhaus.
- Weihergraben, von rechts und Nordwesten auf etwa 424 m ü. NHN am Südrand von Obereichenbach.
  -  Durchfließt auf 430 m ü. NHN den Soldatenweiher.
- (Bach entlang der Alten Reichstraße), von rechts und Westen auf etwa 423 m ü. NHN.
- Klingengraben, von rechts und Osten auf etwa 414 m ü. NHN kurz vor Untereichenbach
  -  Entfließt auf etwa 425 m ü. NHN dem Klingenweiher.
- (Zufluss), von links und Osten auf etwa 409 m ü. NHN in Unterreichenbach.
  -  Durchfließt auf etwa 448 m ü. NHN den Zogelweiher
- Peuntgraben, von links und Osten auf etwa 401 m ü. NHN gegenüber dem Gewerbegebiet von Eyb.

### BayernAtlas („BA“)
Amtliche Online-Gewässerkarte mit passendem Ausschnitt und den hier benutzten Layern: Lauf und Einzugsgebiet des Eichenbachs

Allgemeiner Einstieg ohne Voreinstellungen und Layer: BayernAtlas der Bayerischen Staatsregierung (Hinweise)
1. 1 2 3 4  Höhe abgefragt auf dem Hintergrundlayer Amtliche Karte (Rechtsklick).
2. ↑  Länge abgemessen auf dem Hintergrundlayer Amtliche Karte.
3. ↑  Einzugsgebiet abgemessen auf dem Hintergrundlayer Amtliche Karte.

### Sonstige
1. ↑  Elisabeth Fechter: Die Ortsnamen des Landkreises Ansbach. Inaugural-Dissertation. Erlangen 25. Juli 1955, DNB 480570132, OCLC 872378821, S. 66 (212 S.).
2. ↑  Relation: Relation: Eichenbach (16409265). In: OpenStreetMap. OSM, abgerufen am 27. Juli 2023.
3. ↑  Franz Tichy: Geographische Landesaufnahme: Die naturräumlichen Einheiten auf Blatt 163 Nürnberg. Bundesanstalt für Landeskunde, Bad Godesberg 1973. → Online-Karte (PDF; 4,0 MB)